# Loamaggalangta
Loamaggalangta is een geslacht van haften (Ephemeroptera) uit de familie Leptophlebiidae.

## Soorten
Het geslacht Loamaggalangta omvat de volgende soorten:
- Loamaggalangta pedderensis